# 倩女失魂
《倩女失魂》又名《倩女失魂之天师捉妖》（英語：The Qian Nü lost souls: Catch tianshi），总导演叶天行，主演黎耀祥、午马、麦家琪、苑琼丹。

## 剧情
书生宁采臣进京赶考，但是却错过了时间，他去一个被人们称为鬼宅的古庙去住，结果碰到一群打家劫舍的强盗，宁采臣用计谋制伏了这帮贼人，从此威名远播，和道术大师燕赤霞一起纵横天下，两人来到河南开封，富商钱卿的女儿钱敏被鬼迷住，二人设法救她，却发现钱敏乃聂小倩的化身，为了救聂小倩，两人必须去古代欧洲寻找西洋吸血僵尸。

## 演出
| 演员   | 角色   | 备注 |
| 黎耀祥 | 宁采臣 |      |
| 午马   | 燕赤霞 |      |
| 王茜   | 聂小倩 |      |
| 麦家琪 |        |      |
| 苑琼丹 |        |      |